# Kroatische keuken
De Kroatische keuken is een heterogene keuken en staat ook wel bekend als de keuken van de regio's omdat de culinaire traditie per regio verschilt. Het grootste verschil zit hem in de keuken van het binnenland en die van de kuststreek. In het binnenland wordt de keuken gekarakteriseerd door een oud-Slavische traditie en modernere invloeden van de Hongaarse keuken, Oostenrijkse keuken en de Turkse keuken, de kuststreken zijn eerder beïnvloed door de Griekse keuken, de Romeinse keuken en de Illyrische keuken, ook de landen van het Middellandse Zeegebied hebben hier invloed gehad, voornamelijk de Italiaanse keuken (en dan vooral in Istrië).

## Culinaire regio's in Kroatië

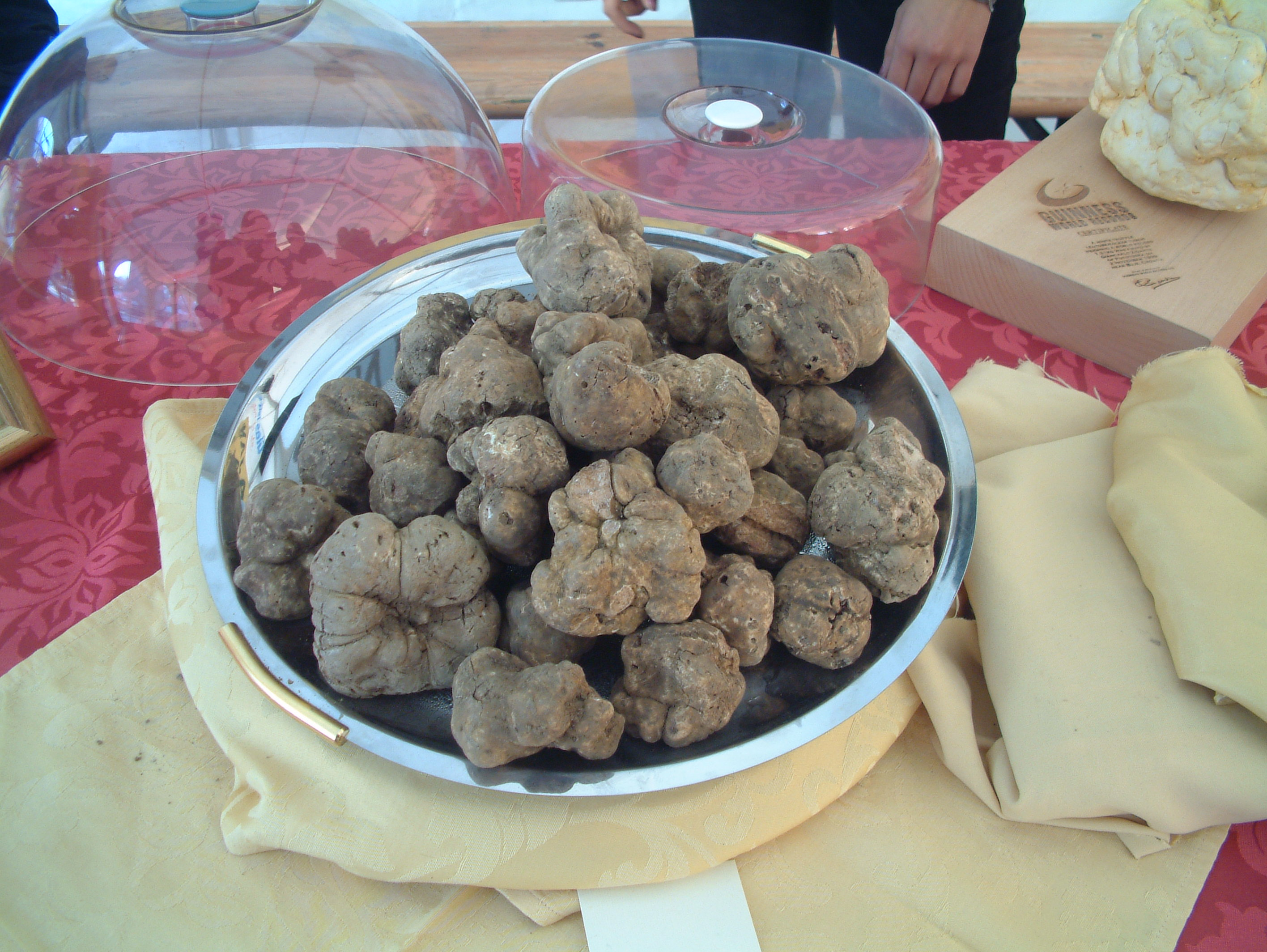
Truffels uit Istrië.

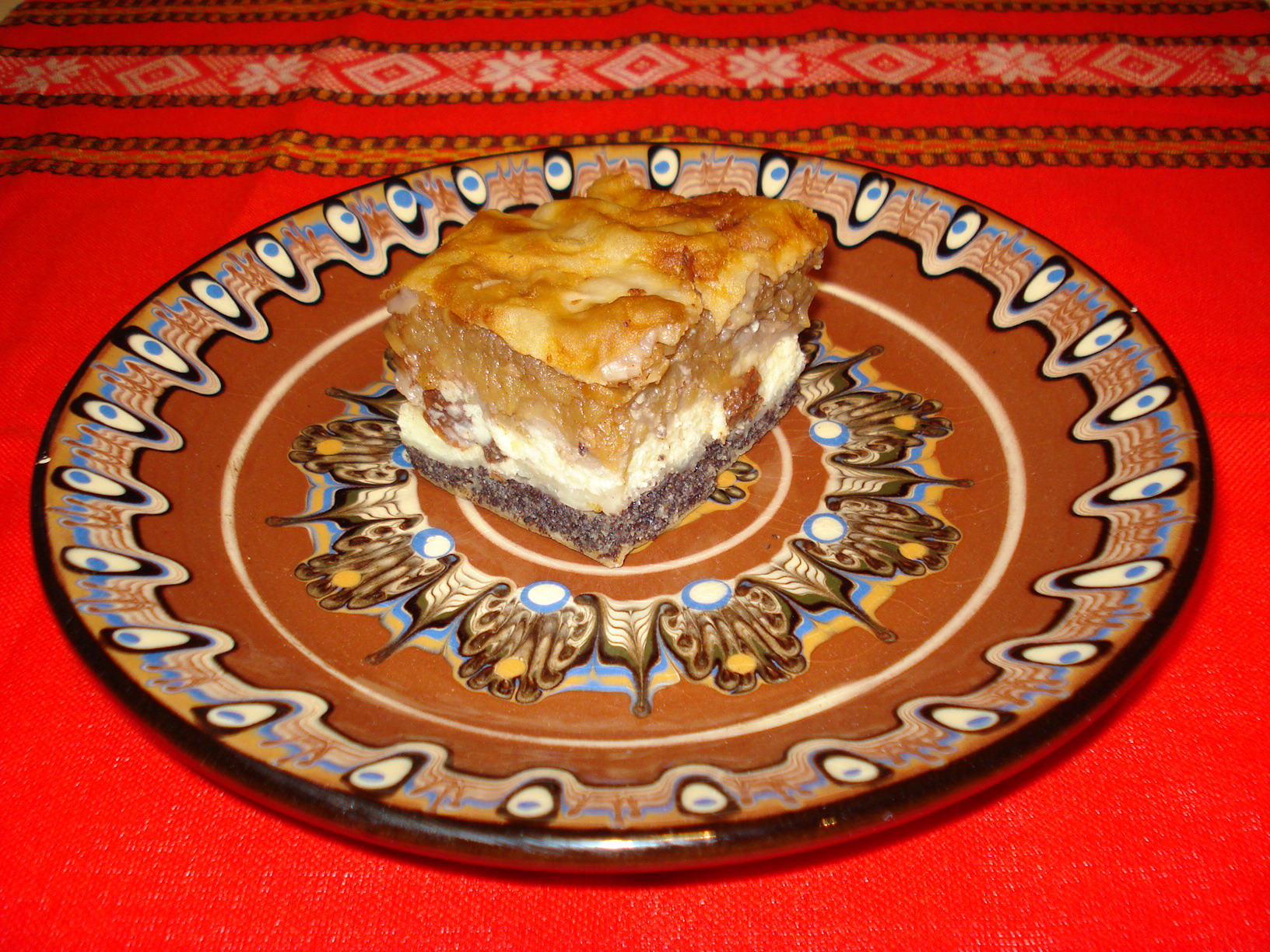
Gebak uit Međimurje.

Kroatië kan gastronomisch gezien grofweg in enkele gebieden verdeeld worden, waar voedsel gegeten wordt dat in de rest van het land niet in het algemeen gegeten worden. De meeste gerechten zijn bijna overal in Kroatië te krijgen.
- Slavonië heeft een pittige keuken met veel Hongaarse invloeden, bestaande uit veel vlees en wild.
- Hrvatsko Zagorje en Međimurje staan bekend om hun zoetigheden.
- Midden-Kroatië of het Kroatische binnenland is een plaats waar veel eigen kaas wordt gegeten, zware geroosterde maaltijden. Er zijn heeft Osmaanse invloeden.
- Istrië: licht eten met veel kruiden, truffels en Italiaanse invloeden.
- Dalmatië: Een mediterrane keuken met Italiaanse invloeden en veel vis.

## Typisch Kroatisch eten & specialiteiten

### Vlees en wild
Enkele kenwoorden op het Kroatische vlees- en wildmenu:
- Specialiteiten van de grill heten sa roštilja of s ražnja
- prženo betekent geroosterd
- pod pekom betekent dat de maaltijd onder een (giet)ijzeren stolp bereid is. De kok verhit de stolp door er gloeiende as over te scheppen zodat het eten langzaam kookt.

- Ćevapčići - Staafjes van gekruid gehakt.
- Ražnjići - spies
- Pljeskavica
- Janjetina - geroosterde lam gegarneerd met mediterrane kruiden.
- Odojak - geroosterd speenvarken
- Vers Dalmatisch wild
- Visovačka begavica
- Kalfsvlees gevuld met ham en kaas en gegrild met broodkruimels.
- Kalkoen met mlinci (platte, zure balletjes)
- Kaninchenbraten
- Lamsbeen à la Pašticada (gerolde stukjes Pršut in witte wijnsaus)
- Rendierenbeen
- Wilde eend met saus
- Geroosterde fazant
- Kotlovina van Samobor (gemaakt in een ketel met varkensvlees en andere vleeswaren en kruiden)
- Gekookte filet (van rundvlees) met Sauerkraut
- Escalope à la Baron Trenk (een in kruiden gerolde schnitzel)
- Gans uit Međimurje (gevuld met boekweit)
- Gans uit Turopolje (met maïsgriesmeel als bijgerecht)
- Purgerica kalkoen (kerstmaaltijd in de regio grenzend aan Zagreb, het is kalkoen gevuld met o.a. kastanjes, appels, spek en limoenen)

### Vis
- Inktvis (Kroatisch: lignje, Italiaans: calamari)
- Octopus salade (Kroatisch: salata od hobotnice)
- Tuna
- Garnalen (Kroatisch: škampi, Italian: scampi)
- Gewone mosselen (Kroatisch: dagnje)
- Bakalar (Dalmatische specialiteit tijdens de Kerstdagen) - kabeljauw
- Vissenstoofpot
- Buzara
- Zeespinnensalade
- Gepaneerde meervallen of karpers

### Stoofpot

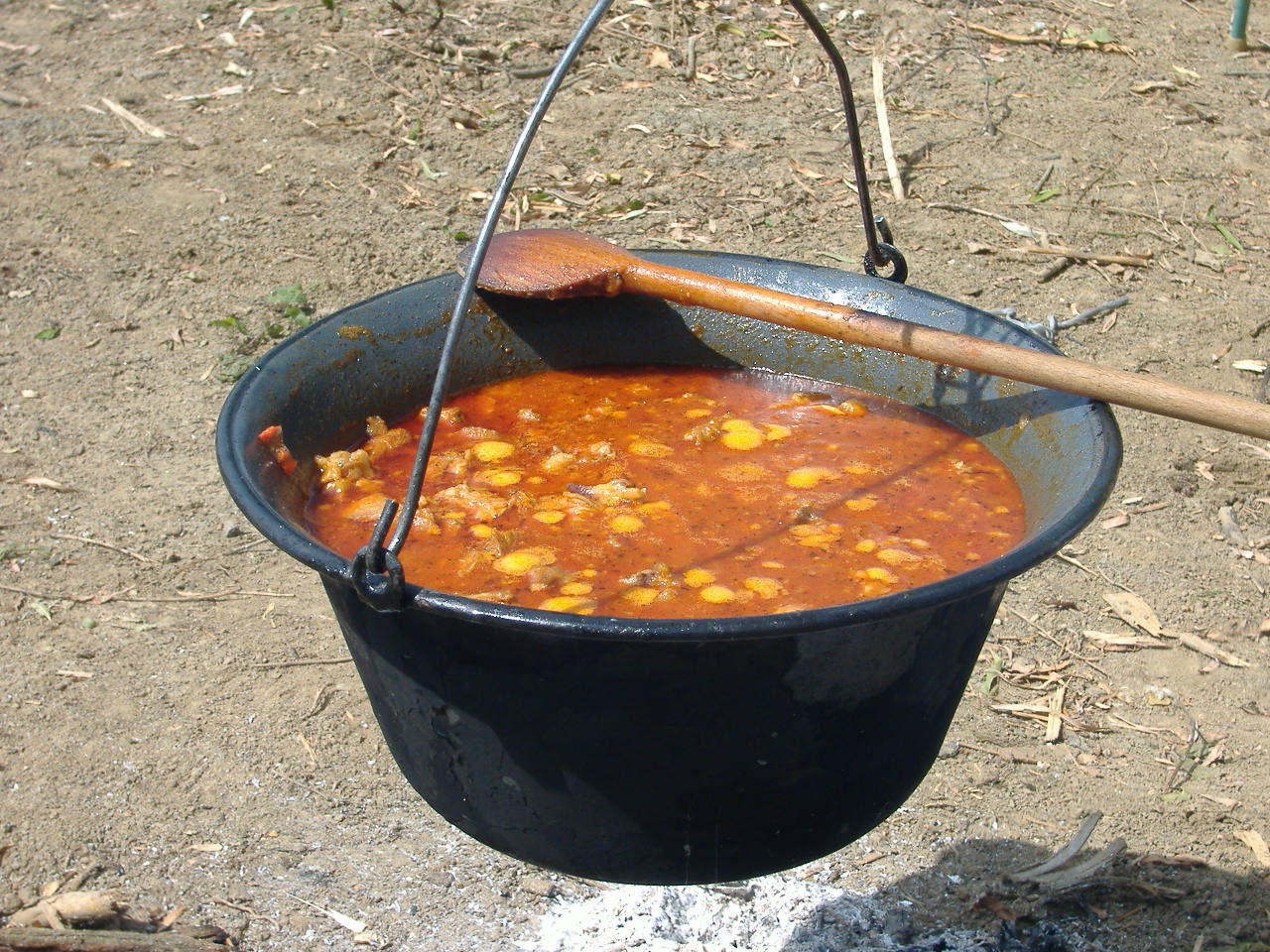
Goulash

- Goulash (Kroatisch: gulaš, Hongaars: gulyás)
- Grah - bonen
- Mahune
- Riblji paprikaš - ook wel fiš-paprikaš genoemd (een gekruide vissenstoofpot van Slavonië, zie hongaarse halászlé)
- Slavonska riblja čorba (vissenstoofpot uit Slavonië)
- Brudet (of Brodet) - vissenstoofpot
- Kippenstoofpot
- Konijnen goulash
- Istrische stoofpot (Jota)
- Wilde Čobanac (Schapenherdersstoofpot)
- Feines (reeën goulash) met pruimen
- Jagersstoofpot
- Wijn goulash
- Sauerkraut stoofpot

### Pasta
- Pašticada met gnocchi (geroosterde biefstuk)
- Istrische Fuži
- Naalden macaroni

### Soepen
- Maïs manestra
- Reeënsoep met gestoofd vlees

### Bijgerechten
- Sataraš (fijngehakte en geroosterde groenten)
- Mlinci (typisch Kroatisch, geroosterde pasta)
- Đuveđ (gekookte groenten, vergelijkbaar met Ratatouille)

### Overig
- Zagrebački odrezak - escalope met jus
- Punjena paprika - met paprika/pepers gevuld met fijngehakt vlees (Hongaars: töltött paprika)
- Sarma - koolrolletjes gevuld met fijngehakt vlees
- Mlinci - Vellen gebakken deeg.
- Wilde truffels met pasta
- Kroatische olijfolie (Maslinovo ulje)
- Paški baškotin - aromatische zwieback (beschuit) van het eiland Pag
- Aardappels uit Lika (Lički krumpir) - grote rode kwaliteitsaardappels
- Kruiden uit Zagreb (zelje)
- Artichokes met erwten
- Fritaja met asperges
- Gorski kotar vulling (stukjes ham met eieren en brood)
- Žganci (met melk, Polenta)

### Worst en ham

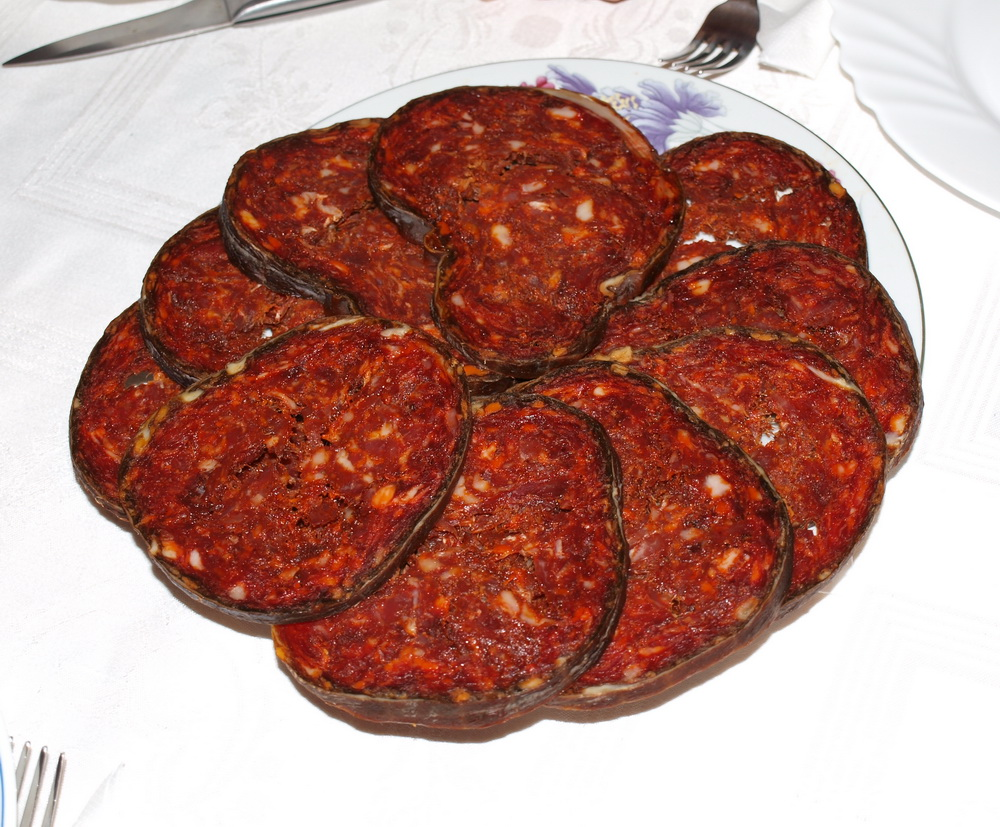
Kulen

- Kulen - worst gemaakt van gekruid varkensgehakt, uit Slavonië
- Kobasica - pittige, gedroogde varkenssalami (Hongaars: kolbász)
- Istrische en Dalmatische Pršut - dubbel-gerookte ham (vergelijkbaar met het Italiaanse prosciutto)
- Thuisgemaakte, Slavonische Kulen (pittige ham uit Slavonië)
- Salami uit Samobor

### Kaas (sir)

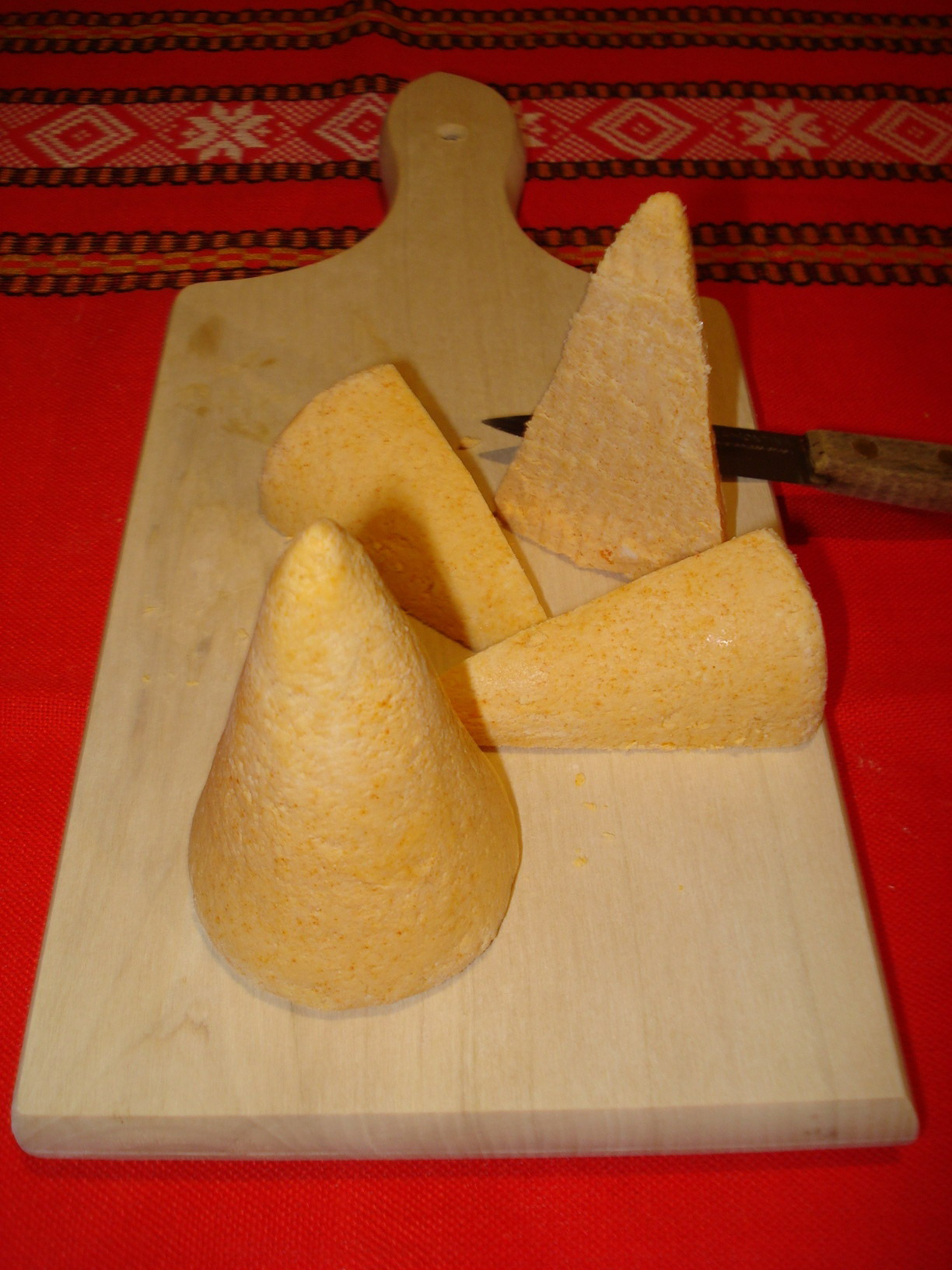
Turos

- Kaas van Pag - bekende schapenmelkkaas en geitenkaas van het eiland Pag
- Boerenkaas (škripavac) en wrongelkaas uit Kordun en Lika
- Kaas uit Cetina (Cetinski sir)
- Kaas van het eiland Krk (Krčki sir)
- Kaas uit Međimurje (Turos)
- Kaas uit Trebinje (Herzegovina) is ook in Dalmatië geliefd

### Deegwaren
- Burek
- Pita
- Pogača (boeren brood)
- Husiljevača
- Povitica
- Bucnica (pompoenen cake)

### Zoetigheden en desserts

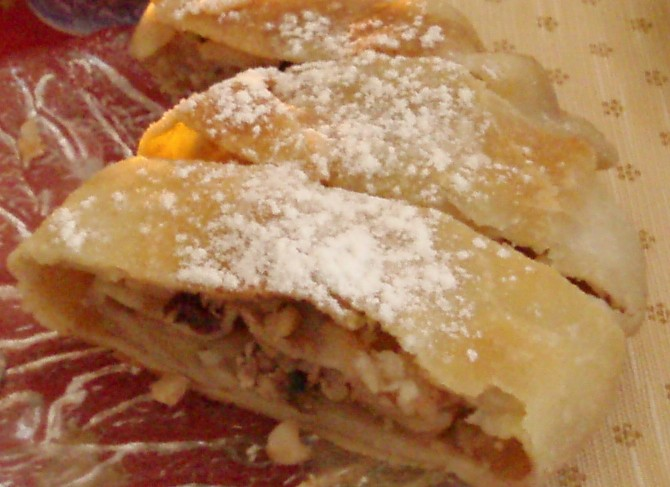
Apfelstrudel

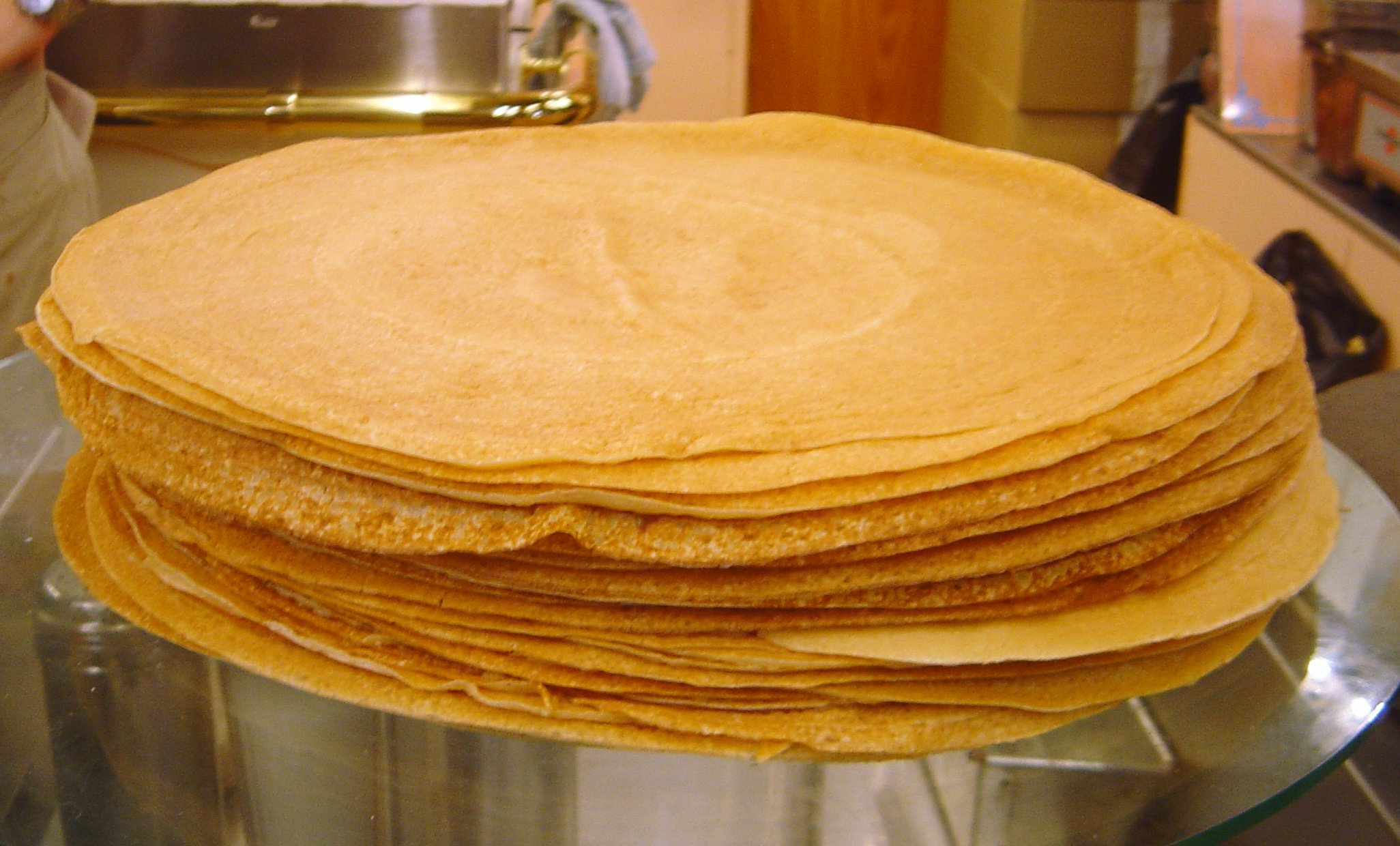
Crêpes

- Palačinke - crêpes met een zoete vulling (Hongaars: palacsinta)
- Zagorski štrukli - zoete deegwaren uit Zagorje
- Uštipci
- Apfelstrudel (Kroatisch: savijača of štrudla) met appel of wrongelkaas
- Orehnjača - zoet brood met walnoten
- Makovnjača - zoet brood met papaver
- Kroatische honing
- Berenpoot
- Boeren kaas (kwark) cakes (crèmecake)
- Krafne/Donuts
- Kroatische pannenkoeken (met crème en wijnsaus)
- ušljivac, deran, badavdžija (brood)

### Cakes (kolači)
- Čupavci
- Krafne (krofne) (een soort donut, Duits: Krapfen)
- Rožata
- Pasencake: Pinca
- Kroštule
- Fritule (voornamelijk voor kerstmis)
- Bisschoppenbrood
- Guglhupf (Kroatisch: kuglof)

## Dranken

### Wijnen (vino, merv.vina)
Kroatië had lange tijd geen internationale bekendheid qua wijnen. Een selectie aan Kroatische wijnen is hieronder genoemd.

#### Witte wijnen
- Graševina
- Malvazija
- Kutjevački rizling (Riesling uit Kutjevo)
- Žilavka
- Žlahtina van het eiland Krk
- Traminac
- Witte Bourgogne
- Rijn Riesling
- Riesling uit Đakovo
- Plešivička kraljevina
- Štrigovanec
- Varaždinec
- Debit
- Promina
- Benkovački Rosé
- Kujundžuša
- Bijeli Pinot (witte Pinot) (uit Poreč)
- Moslavac
- Škrlet
- Witte Klikun
- Witte Kaštelet
- Cetinka
- Pošip
- Maraština
- Bogdanuša
- Grk Bijeli
- Vugava
- Malvasija Dubrovačka

#### Rode wijnen
- Postup
- Plavac mali
- Dingač
- Rode Kaštelet
- Babić (uit het gebied rond Primošten)
- Cabernet Sauvignon (uit Poreč)
- Faros (van het eiland Hvar)
- Moslavačka Frankovka
- Rode Frankovka uit Ilok
- Šiler
- Hrvatica
- Barrique uit Poreč
- Grk
- Rode Muškat (Poreč)
- Teran uit Motovun
- Grenche uit Zadar
- Rode Bourgogne uit Kutjevo
- Maestoso
- Rode Merlot
- Frankovka

### Dessertwijnen
- Zoete Malvazija
- Muškat Ottonel

### Bieren (pivo)
Behalve importbier heeft Kroatië ook haar eigen bier. De brouwerij in Split brouwt echter Beiers bier onder licentie van de brouwerij in Duitsland.
- Karlovačko: gebrouwen in Karlovac
- Ožujsko: gebrouwen in Zagreb (de naam wijst naar de maand maart)
- Pan
- Osječko: uit Osijek
- Staro Češko: Tsjechisch bier uit Daruvar (hier leeft een Tsjechische minderheid), gebrouwen in Kroatië
- Riječko pivo: uit de grote zeehavenstad Rijeka
- Velebitsko pivo: gebrouwen in Gospić aan de berg de Velebit.

### Likeuren en spirits
- Maraska Maraschino
- Rakija (Kroatisch voor schnaps):
  - Travarica - met kruiden
  - Šljivovica - pruimen
  - Lozovača - druiven
  - Kruškovac - peren
  - Drenovac - kersen
- Pelinkovac - Vermout
- Orahovac (walnotenlikeur)
- Glembaj
- Medovina (met honing)
- Gvirc (net als Medovina, maar met meer alcohol)

### Koffie

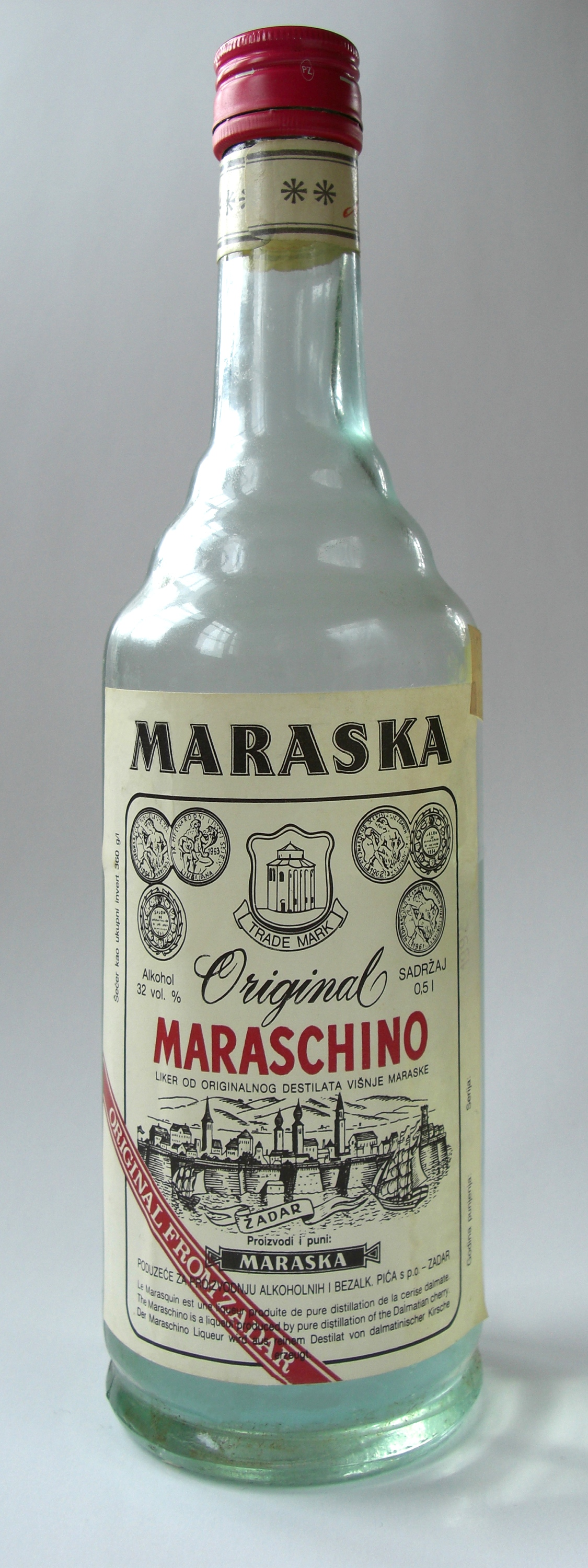
Maraska

Wat betreft koffiecultuur zijn zij beïnvloed door enerzijds het vroegere Oostenrijk-Hongarije, en anderzijds het vroegere Osmaanse Rijk.

### Mineraalwater
- Jamnica
- Lipički studenac
- Jana
- Cetina – water van de rivier de Cetina, een rivier die door het Dalmatische achterland stroomt
- Bistra – geproduceerd door Coca Cola

### Sappen en stropen
- Badel
- Jamnica
- Maraska
- Dona
- Vindija vruchtensappen – Vindi sokovi
- Cedevita

## Aangeraden boeken
- "Hrvatska za stolom - mirisi i okusi Hrvatske", Ivanka Biluš et al., Zagreb:Alfa, Koprivnica: Podravka, 1996, 192 p., illustrated in color, (Biblioteka Anima Croatarum, 2) ISBN 953-168-104-X
- "Hrvatska vina" (Croatian wines), Fazinić Nevenko, Milat Vinko, illustrated, 159 p., 1994, ISBN 953-173-061-X
- "Nova hrvatska kuhinja" (Nieuwe Kroatische keuken), Davor Butković, Ana Ugarković, Profil international, Zagreb, 2005, 272 p., ISBN 953-12-0164-1